# Katona Kinga
Katona Kinga (Budapest, 1992. március 5. –) magyar színésznő.

## Életpályája
Gyermekkorában több helyen is élt. A Szent László Gimnáziumban érettségizett. Egy évig az ELTE Társadalomtudományi Kar szociológia szakán tanult. 2012-2017 között a Kaposvári Egyetem színművész szakos hallgatója volt. 2017-től a Nemzeti Színház tagja.

## Magánélete
Férje Berettyán Nándor aki szintén színész. Egy kislányuk van.

## Fontosabb színházi szerepei

### Nemzeti Színház
- Rex (2023) – Cassidy
- Don Juan (2023) – Donna Anna
- A kaukázusi krétakör (2023) – Gruse Vacsnadze, konyhalány
- A Mester és Margarita (2021) – Margarita
- Forró mezők (2020) – Vilma
- Leánder és Lenszirom (2020) – Lenszirom
- A súgó (2020) – Magyarázó
- Macskajáték (2019) – Ilus, Orbánné lánya
- Rocco és fivérei (2019) – Ginetta Gianelli, Vincenzo menyasszonya
- Meggyeskert (2019) – Dunyása, szobalány
- Othello (2018) – Bianca
- Álomgyár (2018) – Maryl, David felesége, újságíró
- A gömbfejűek és a csúcsfejűek (2018) – Egy apáca
- Az ember tragédiája (2018)
- Egri csillagok (2018) – Magda, gyászoló anya
- Éden földön (Hany Istók legendája) (2018) – Kisasszony
- Figaro házassága, avagy egy őrült nap emléke (2017) – Fanchette, szobalány, Antonio lánya
- Részegek (2016) – Magda
- Cyrano de Bergerac (2016) – Liza, a felesége
- Szindbád (2015)
- Psyché (2015)
- Szeszélyes nyár (2015) – Marta, Szőke lány I.
- Fekete ég – Molnár Ferenc: A fehér felhő (2014)
- Szentivánéji álom (2014) – Heléna
- Fekete ég – Molnár Ferenc: A fehér felhő (2014)
- János vitéz (2014) – Furulyás lány

## Filmes és televíziós szerepei
- Jófiúk (2019) ...Holtzer Rita
- Blokád (2022) ...Hírolvasó

## Díjai
- Szeleczky Zita-emlékgyűrű (2023)[7]
- Szörényi Éva-díj (2023)[7]